# Púrpura de Schönlein-Henoch
La púrpura de Schönlein-Henoch (PSH), también llamada vasculitis IgA, síndrome de Schönlein-Henoch, púrpura anafilactoide, púrpura reumatoidea, peliosis reumática y púrpura alérgica, es una enfermedad de etiología desconocida y origen autoinmune que se manifiesta como una vasculitis visible y palpable de la piel con frecuente compromiso de los riñones.  Es la vasculitis más frecuente en la infancia.
Corresponde al grupo de las vasculitis leucocitoclásticas, y se caracteriza por la inflamación de vasos de pequeño calibre y las frecuentes manifestaciones cutáneas que presenta.

## Historia
La enfermedad recibe su nombre en memoria del pediatra alemán Eduard Heinrich Henoch y de su maestro Johann Lukas Schönlein, quienes la describieran en la década de 1860. El médico inglés William Heberden y el dermatólogo Robert Willan ya habían descrito la enfermedad en 1802 y 1808, respectivamente, pero el nombre enfermedad de Heberden–Willan ha caído en desuso. William Osler fue el primero en reconocer el mecanismo alérgico que subyace a la enfermedad.[cita requerida]

## Epidemiología
Presenta una incidencia de 10 a 20 niños por cada 100 000 al año.
Afecta fundamentalmente a población infantil y adultos jóvenes aunque puede encontrarse a cualquier edad. Es más frecuente en varones y es independiente del nivel socioeconómico, teniendo relación con una respuesta acentuada del sistema inmune ante una infección. Se ha demostrado por varias tesis que se debe a un exceso de radicales libres, producidos por el sistema inmunitario para defenderse de una infección. Según otras tesis aparece disminuida la enzima glutatión reductasa, responsable de la eliminación de estos radicales. Presenta un predominio estacional, siendo más frecuente en primavera. Aunque aún se encuentra en estudio, se cree que puede tener factores hereditarios.

## Patogenia
Aunque se desconoce el agente causal de la enfermedad, se ha visto asociada a infecciones respiratorias, por contagio en los niños por la comida, lo que se ha planteado que ciertos microorganismos como bacterias del género Streptococcus puedan estar implicados en la patogenia. La lesión histológica es similar a la de otras vasculitis predominantemente cutáneas y parece deberse al depósito de inmunocomplejos de inmunoglobulina A en los órganos afectados.[cita requerida]

## Cuadro clínico

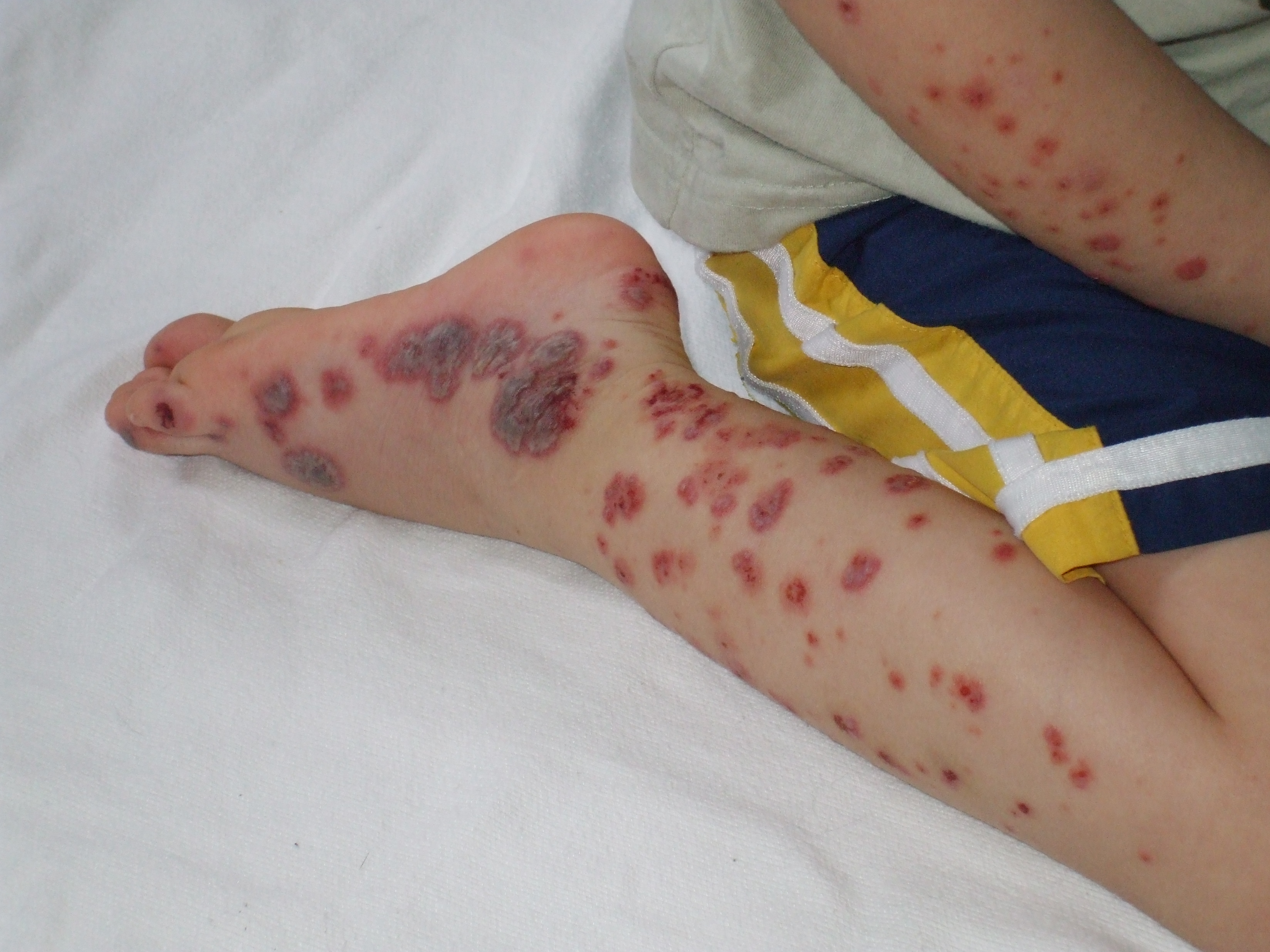
Caso más severo de PSH en los brazos, piernas y pies de un niño

Los síntomas son diversos, y afectan con mayor frecuencia a la piel (100 por ciento de los casos), donde produce púrpura palpable de distribución característica, más intensa en las nalgas y en las extremidades inferiores. También dolores abdominales. Mientras que en adultos la afectación de otros órganos no es común, ésta sí se da frecuentemente en niños. [cita requerida]
La púrpura, la artritis y el dolor abdominal constituyen la tríada clásica de la enfermedad de Henoch–Schönlein. El enrojecimiento de la piel se presenta en todos los casos, dolores articulares y artritis en el 80 por ciento, y dolor abdominal en el 62 por ciento. Algunos casos incluyen hemorragia gastrointestinal como un cuarto criterio; esto ocurre en el 33 por ciento de los casos, a veces, pero no necesariamente siempre, debido a intususcepción. La púrpura generalmente aparece en las piernas y nalgas, pero puede llegar a verse también en los brazos, cara y tronco. 
El dolor abdominal es generado por el cólico, y puede estar acompañado de náuseas, vómito, estreñimiento o diarrea. Puede haber rastros de sangre o moco en las heces. Las manifestaciones gastrointestinales se deben a la vasculitis en ese territorio con la aparición de edema en la pared intestinal. Se manifiesta en forma de episodios de dolor abdominal de tipo cólico, así como náuseas y vómitos. Puede cursar diarrea o estreñimiento, y si se daña la mucosa aparecerá rectorragia. La aparición de invaginación intestinal es excepcional.
Las articulaciones involucradas tienden a ser los tobillos, rodillas y codos, pero la artritis en las manos y pies es posible; la artritis es no erosiva y, por tanto, no causa deformidad permanente. El cuarenta por ciento de los pacientes muestran evidencia de afectación renal, principalmente en forma de hematuria (sangre en la orina), pero solo la cuarta parte la tendrán en cantidades suficientes para poder observarse sin pruebas de laboratorio. Otros órganos, como el sistema nervioso central (cerebro y espina dorsal) y los pulmones pueden verse afectados, pero es algo mucho menos común que la piel, el intestino y los riñones.
Del 40 por ciento de los pacientes que desarrollan afectación renal, casi todos muestran evidencia (visible o con urianálisis) de sangre en la orina. Más de la mitad también tienen proteinuria (proteína en la orina), que en la octava parte de los casos llega a ser tan grave como para causar síndrome nefrótico (hinchazón generalizada debida al bajo contenido proteico de la sangre). Mientras que las anormalidades de la orina pueden tardar un largo tiempo, solo en el 1 por ciento de los casos el paciente desarrolla enfermedad renal crónica. También puede presentarse hipertensión (elevada presión sanguínea). La pérdida de proteínas, junto con la elevada presión sanguínea, así como las características en la biopsia del riñón si se realiza, ayuda a predecir la progresión a enfermedad renal avanzada. Los adultos son más propensos que los niños a desarrollar la enfermedad renal avanzada.
La afectación renal es una glomerulonefrítis, generalmente asintomática, que cursa con hematuria y proteinuria en el sedimento. En una minoría de casos aparecerá hematuria macroscópica o síndrome nefrótico. Raras veces producirá insuficiencia renal. Es el principal marcador pronóstico de la enfermedad.[cita requerida]
Entre un 60 y un 90 por ciento de los casos pueden desarrollar síntomas articulares, generalmente artralgia, aunque algunos pacientes pueden presentar poliartritis que afecta fundamentalmente las rodillas, los carpos y pequeñas articulaciones de la mano. Suele ser transitoria y no es erosiva ni deja secuelas.[cita requerida]

## Diagnóstico
Es básicamente clínico. Sin embargo, como otras enfermedades producen signos similares en la piel los análisis de laboratorio son lo más preciso en el momento de diagnosticar. Las exploraciones complementarias mostrarán leucocitosis y elevación de la IgA. El estudio de la coagulación es negativo, aunque la prueba del lazo (Rumpel-Leede) es moderadamente positiva en el 25 por ciento de los casos. Cuando hay participación renal se encuentran proteinuria y hematuria microscópica, con cilindros hemáticos. En la mitad de los pacientes hay un aumento de IgA sérico.[cita requerida]

## Diagnóstico diferencial
La púrpura de Schönlein-Henoch puede confundirse con las lesiones cutáneas que aparecen en la dermatitis herpetiforme (causada en todos los casos por una reacción frente al gluten), la urticaria papular, el lupus eritematoso sistémico y la meningococcemia.

## Tratamiento y pronóstico
El pronóstico es bueno y la mayoría se recobra espontáneamente, aunque en ocasiones recurre por semanas y meses. La enfermedad suele ser autolimitada, incluso sin tratamiento, aunque pueden aparecer nuevos brotes que se comportarán como el primero, de forma no agresiva. En casos aislados la enfermedad adopta un curso crónico y cuando es así la causa de la muerte es la insuficiencia renal. Por lo general el tratamiento se indica si hay síntomas abdominales o articulares intensos y se realiza con corticoides como la prednisona en dosis altas (1 mg/kg/día) que alivia los signos articulares y abdominales durante un periodo de tiempo limitado.[cita requerida]